# Hilde Eeckhout
Hilde Eeckhout, née le 16 juin 1972 à Audenarde est une femme politique belge flamande, membre du OpenVLD.
Elle est licenciée en droit et agrégée de l'enseignement moyen supérieur.
Elle fut avocate et directeur d'agence chez Fortis.

## Fonctions politiques
- conseillère communale à Zwalm (2007 - )
- conseillère provinciale de Flandre-Orientale (2000 - 2004)
- Députée au Parlement flamand :
  - depuis le 1er décembre 2004  au 7 juin 2009